# Hermann Malter
Hermann Malter (Lebensdaten unbekannt) war ein deutscher Fußballspieler.

## Karriere

### Vereine
Malter gehörte dem 1. SV Jena als Mittelfeldspieler an, für den er in der Gauliga Mitte, eine von 16 Gauligen zur Zeit des Nationalsozialismus als einheitliche höchste Spielklasse im Deutschen Reich, Punktspiele bestritt.
Während seiner bis 1946 währenden Vereinszugehörigkeit gewann er mit seiner Mannschaft viermal die Gaumeisterschaft. Dementsprechend war seine Mannschaft auch viermal als Teilnehmer in der Endrunde um die Deutsche Meisterschaft vertreten. Außer im Jahr der ersten Gaumeisterschaft, kam er in den übrigen drei Erfolgsjahren insgesamt fünfmal zum Einsatz. Sein Debüt gab er am 26. April 1936 im dritten Spiel der Gruppe C im Eberhard-Bauer-Stadion in Eßlingen am Neckar bei der 0:1-Niederlage gegen die Stuttgarter Kickers. 1939/40 wurde er nur im letzten Spiel der Gruppe 2 bei der 0:1-Niederlage beim Dresdner SC eingesetzt; als Letztplatzierter schied er mit seiner Mannschaft aus dem Wettbewerb aus. Seine letzten beiden Endrundenspiele bestritt er am 13. April und 11. Mai 1941 mit dem ersten und letzten Spiel der Untergruppe 2a; der 1:2-Niederlage gegen den Hamburger SV folgte der 4:0-Sieg über den VfB Königsberg.
Im 1935 eingeführten Wettbewerb um den Tschammerpokal, dem Pokalwettbewerb für Vereinsmannschaften, bestritt er das am 28. August 1938 mit 1:2 gegen Hertha BSC verlorene Erstrundenspiel und das am 3. August 1941 mit 5:3 gegen Borussia Fulda gewonnene Zweitrundenspiel, in dem ihm mit dem Treffer zum 2:0 in der 46. Minute sein einziges Tor gelang.
Nach dem Ende des Zweiten Weltkriegs spielte er für die 1946 gegründete SG Ernst-Abbe Jena.

### Auswahlmannschaft
Als Spieler der Gauauswahlmannschaft Mitte nahm er 1935 am Gauauswahlwettbewerb um den Bundespokal teil. Über das Achtel- und Viertelfinale, das mit 3:2 n. V. bzw. mit 2:0 gegen die Gauauswahlmannschaften Südwest bzw. Niedersachsen gewonnen wurde, erreichte seine Mannschaft das am 3. März 1935 in Hamburg angesetzte Halbfinale. Auf dem Sportplatz am Rothenbaum gewann er mit seiner Mannschaft vor 17.000 Zuschauern gegen die Gauauswahlmannschaft Nordmark – nach 0:2-Rückstand – durch jeweils zwei Tore von Hans Schlag und Hans Reimann noch mit 4:2. Das am 24. März 1935 im Berliner Poststadion gegen die Gauauswahlmannschaft Berlin-Brandenburg vor 30.000 Zuschauern ausgetragene Finale, in dem er nicht mitwirkte, wurde mit 2:0 gewonnen.

## Erfolge
- Gaumeister Mitte 1935, 1936, 1940, 1941
- Bundespokal-Sieger 1935